# کنارنگ (فرمانده)
کنارنگ یک فرمانده نظامی ایرانی شاهنشاه قباد یکم ساسانی (حک. ۴۹۸–۵۳۱) بود. او در کنار مهرمهرویه و باوی یکی از فرماندگانی بود که در محاصره سیلوان نقش داشتند. پس از دریافت خبر مرگ شاه و در حالی که سپاهیان از سرمای زمستان رنج می‌بردند، یک آتش‌بس منعقد شد و سپاهیان به خاک ایران عقب‌نشینی کردند.
او ممکن است با آذرگندبد که یک کنارنگ بود، یکسان باشد.